# Siffin
Siffin fou una vila bizantina que estava en ruïnes al segle vii. Estava propera a al-Rakka i a un km de la riba dreta de l'Eufrates. Es pensa que podria ser el modern poble d'Abu Hurayra, també proper a al-Rakka, a Síria. El lloc és únicament famós per haver estat escenari de la batalla de Siffin.